# Villieu-Loyes-Mollon
Villieu-Loyes-Mollon és un municipi francès situat al departament de l'Ain i a la regió d'Alvèrnia-Roine-Alps. L'any 2007 tenia 2.790 habitants.

## Demografia

### Població
El 2007 la població de fet de Villieu-Loyes-Mollon era de 2.790 persones. Hi havia 1.050 famílies de les quals 229 eren unipersonals (100 homes vivint sols i 129 dones vivint soles), 317 parelles sense fills, 431 parelles amb fills i 73 famílies monoparentals amb fills.
La població ha evolucionat segons el següent gràfic:
Habitants censats

### Habitatges
El 2007 hi havia 1.230 habitatges, 1.069 eren l'habitatge principal de la família, 102 eren segones residències i 59 estaven desocupats. 1.125 eren cases i 78 eren apartaments. Dels 1.069 habitatges principals, 863 estaven ocupats pels seus propietaris, 182 estaven llogats i ocupats pels llogaters i 25 estaven cedits a títol gratuït; 11 tenien una cambra, 49 en tenien dues, 155 en tenien tres, 298 en tenien quatre i 557 en tenien cinc o més. 861 habitatges disposaven pel capbaix d'una plaça de pàrquing. A 405 habitatges hi havia un automòbil i a 584 n'hi havia dos o més.

### Piràmide de població
La piràmide de població per edats i sexe el 2009 era:
| Homes | Edats   | Dones |
| ----- | ------- | ----- |
| 0     | 95 o +  | 0     |
| 0     | 90 a 94 | 4     |
| 12    | 85 a 89 | 16    |
| 12    | 80 a 84 | 32    |
| 36    | 75 a 79 | 36    |
| 40    | 70 a 74 | 52    |
| 56    | 65 a 69 | 68    |
| 40    | 60 a 64 | 68    |
| 52    | 55 a 59 | 60    |
| 80    | 50 a 54 | 68    |
| 100   | 45 a 49 | 64    |
| 124   | 40 a 44 | 92    |
| 96    | 35 a 39 | 108   |
| 88    | 30 a 34 | 104   |
| 76    | 25 a 29 | 68    |
| 56    | 20 a 24 | 20    |
| 84    | 15 a 19 | 84    |
| 88    | 10 a 14 | 80    |
| 88    | 5 a 9   | 104   |
| 80    | 0 a 4   | 56    |

## Economia
El 2007 la població en edat de treballar era de 1.840 persones, 1.384 eren actives i 456 eren inactives. De les 1.384 persones actives 1.297 estaven ocupades (707 homes i 590 dones) i 87 estaven aturades (35 homes i 52 dones). De les 456 persones inactives 161 estaven jubilades, 158 estaven estudiant i 137 estaven classificades com a «altres inactius».

### Ingressos
El 2009 a Villieu-Loyes-Mollon hi havia 1.161 unitats fiscals que integraven 3.117,5 persones, la mediana anual d'ingressos fiscals per persona era de 21.055 €.

### Activitats econòmiques
Dels 124 establiments que hi havia el 2007, 3 eren d'empreses alimentàries, 2 d'empreses de fabricació de material elèctric, 1 d'una empresa de fabricació d'elements pel transport, 8 d'empreses de fabricació d'altres productes industrials, 32 d'empreses de construcció, 17 d'empreses de comerç i reparació d'automòbils, 2 d'empreses de transport, 8 d'empreses d'hostatgeria i restauració, 3 d'empreses d'informació i comunicació, 1 d'una empresa financera, 10 d'empreses immobiliàries, 12 d'empreses de serveis, 16 d'entitats de l'administració pública i 9 d'empreses classificades com a «altres activitats de serveis».
Dels 42 establiments de servei als particulars que hi havia el 2009, 1 era una oficina de correu, 4 tallers de reparació d'automòbils i de material agrícola, 7 paletes, 7 guixaires pintors, 5 fusteries, 6 lampisteries, 4 electricistes, 2 perruqueries, 3 restaurants, 2 agències immobiliàries i 1 saló de bellesa.
Dels 5 establiments comercials que hi havia el 2009, 1 era una botiga de més de 120 m², 3 fleques i 1 una joieria.
L'any 2000 a Villieu-Loyes-Mollon hi havia 22 explotacions agrícoles que ocupaven un total de 1.008 hectàrees.

## Equipaments sanitaris i escolars
L'únic equipament sanitari que hi havia el 2009 era una farmàcia.
El 2009 hi havia 2 escoles maternals i 1 escola elemental.

## Poblacions més properes
El següent diagrama mostra les poblacions més properes.